# 隔都
隔都（英語：ghetto，希伯來語：‎）是指都市中特定族群群聚生活的區域，一开始被用在威尼斯来描述一个犹太人们被强制聚集起来生活的地区，現代則常用來稱呼都市中居住少數族群、擁擠不堪且缺乏規劃的街區，尤其社会、法律、经济压力等原因会造成此种现象。

## 词源
隔都的英文单词「ghetto」是由“ghetor”或“ghet”这两个词变化而来的，在威尼斯语中这个词的意思是炉渣，在某种意义上用來指涉犹太人居住区，尤其是二戰期間在納粹德國掌控區域內的猶太區。另一个可能的语源来自意大利语单词“borghetto”，是“borgo”（城区）的昵称。

## 历史
这个说法从納粹占領下的猶太區起被广泛使用，当时的犹太人被要求在一个被隔离开的地方衣食住行，生老病死。“聚集区”直到现在意思仍同那时相近，却又更加广义，像用来指代一些贫穷的市区。
一个聚集区主要因以下三种不同的原因而形成：
- 作为接受少数种族的港湾。（包括合法移民与非法入境者）
- 当多数种族采取强制手段（一般包括暴力，集体恶意，或法律手段）迫使少数种族迁移至特定的一个地区。
- 当经济情况使少数种族在非少数种族区生活困难时。

## 超聚集区化
超聚集区化是一个由社会学家Loic Wacquant、威廉·尤里乌斯·威尔逊和威利·阿伯一同提出的概念（参见更多资料），指在中心城区贫困人口极端密集的一种情况。超聚集区化会造成特定地区内，以及特定地区与国内其他地区更大的贫富差距。它破坏了整个中心内城区的主要社会结构，更让本已岌岌可危的聚集区的社会地位更加险恶。还可能造成失业率上升，居住条件恶化，本地学校毕业率下降。

## 犹太聚集区

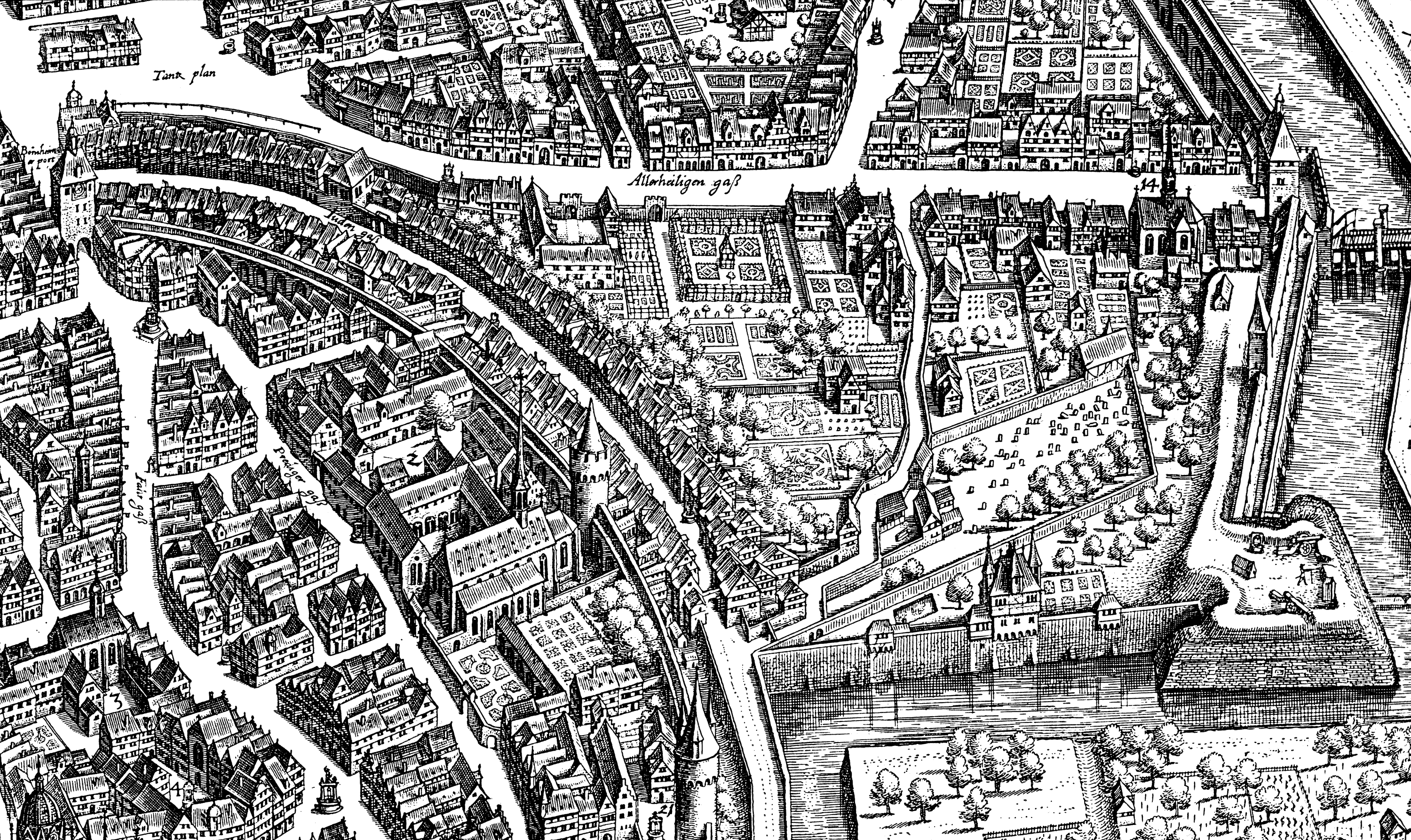
美因河畔法蘭克福猶太居住區的平面圖，繪於1628年。

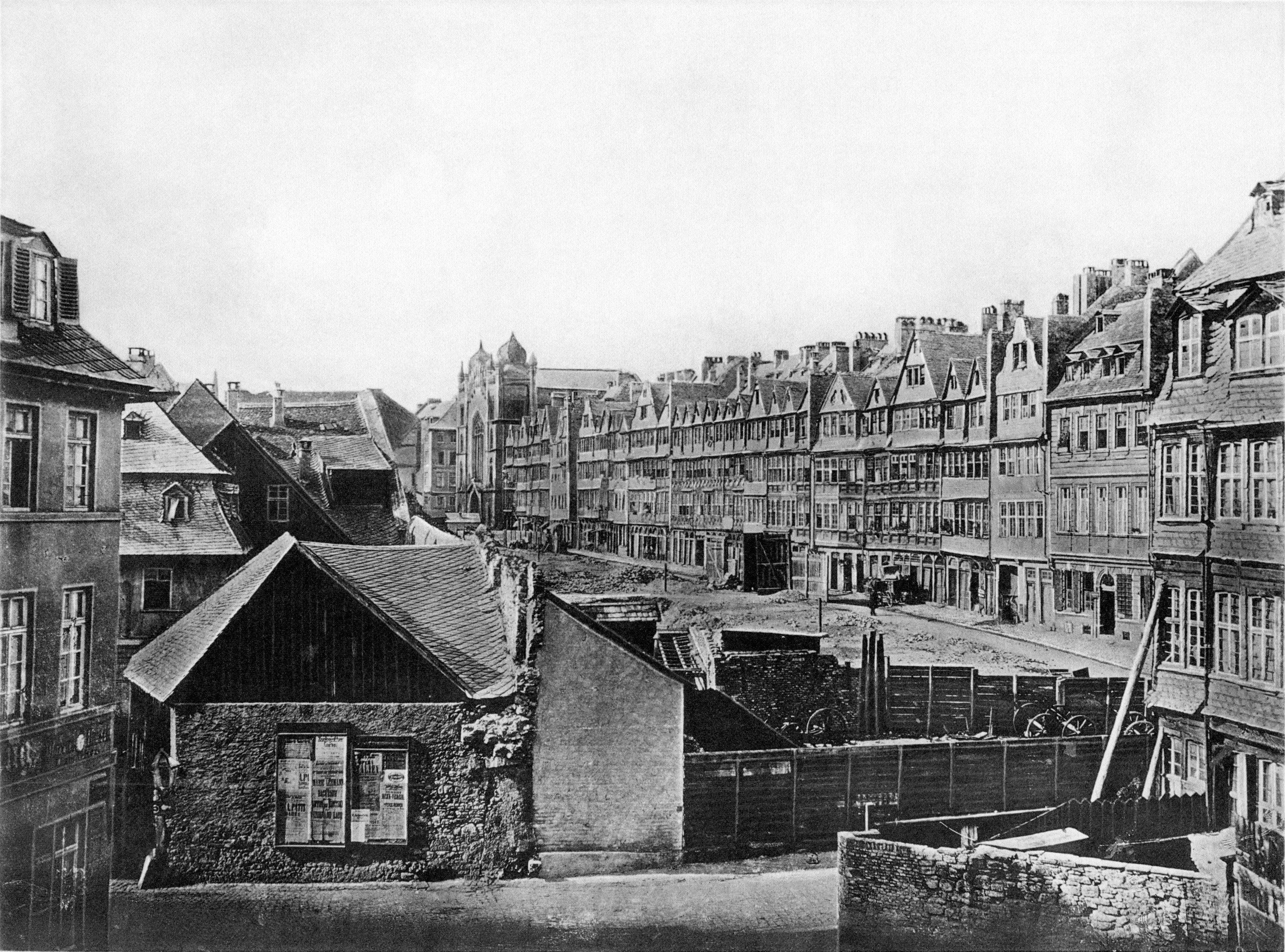
美因河畔法蘭克福被破壞的猶太居住區，攝於1868年。

### 二戰後
在二次大戰後，許多人移民到美國和以色列。隨著冷戰的進行，工業散播到主要的都市並創造了就業機會。

## 美國

### 非裔美人隔都
美國的都市地帶時常能夠分為「黑區」和「白區」，這些地方的居民多半屬於同一個種族。

### 其他隔都
一個自然形成的少數民族隔都的例子是斯洛伐克科希策的斯洛伐克羅姆人隔都盧尼科9號。開始時盧尼科9號有著斯洛伐克羅姆人以外的人口，但即使是在1980年代這社區剛建成時，羅姆人就已佔了盧尼科9號總人口的一半；之後隨著時間經過，非斯洛伐克羅姆人人口逐漸搬離盧尼科9號，盧尼科9號因此成了斯洛伐克羅姆人隔都。

## 外部連結
- Ghetto Comedy （页面存档备份，存于）